# Fulgencio Yegros
Fulgencio Yegros y Franco de Torres (né en 1780 à Quyquyhó et mort en 1821) était un militaire et homme d'État paraguayen et premier chef d'État du Paraguay indépendant.

## Biographie
Yegros est né dans une famille de tradition militaire et a suivi une carrière militaire. Il a étudié à Asuncion avant de rejoindre l'armée. Il combat les Portugais en 1802 et fait partie des forces paraguayennes qui défendent Buenos Aires en 1807 lors de l'attaque britannique du Río de la Plata. Il s'est nommé capitaine et gouverneur de Misiones en 1810.
Yegros et Pedro Juan Caballero sont les principaux chefs militaires de la révolution de mai 1811 qui a conduit à l'indépendance du Paraguay. Après l'indépendance, Yegros et Rodríguez de Francia ont été choisis comme consuls de la République sur le modèle de la Révolution française. Yegros a fondé la première école militaire au Paraguay indépendant.
Yegros était plus un militaire qu'un politique, et son rôle en tant que Consul du Paraguay a été marginalisé par Rodríguez de Francia. Il exerce cette fonction de consul du 19 juin 1811 au 12 octobre 1813 et du 12 février 1814 au 12 juin 1814. Après son dernier mandat, Rodríguez de Francia devient le seul maître du Paraguay, et Yegros se retire de la vie publique.
En 1820, Yegros a participé à la révolution qui a tenté d'évincer Francia. Après l'échec du coup d'État, Yegros a été emprisonné puis exécuté le 17 juillet 1821.